# Vladnic, Bacău
Vladnic (în maghiară Lábnyik) este un sat în comuna Parincea din județul Bacău, Moldova, România.